# Nordiska rådets priser 2015
Nordiska rådets priser 2015 delades ut i de fem kategorierna litteratur, barn- och ungdomslitteratur, film, musik och natur och miljö. Pristagarna tillkännagavs 27 oktober 2015 under en prisceremoni i konserthuset Harpa i Reykjavik. Utdelningen sändes i isländsk och norsk TV samt på Nordiska rådets hemsida.

## Pristagare och nominerade

### Barn- och ungdomslitteratur
Följande nominerades till Nordiska rådets pris för barn- och ungdomslitteratur:
| Författare                | Illustratör               | Svensk titel                                                   | Ursprungstitel                                                 | Land                     |
| ------------------------- | ------------------------- | -------------------------------------------------------------- | -------------------------------------------------------------- | ------------------------ |
| Jakob Wegelius            | Jakob Wegelius            | Mördarens apa                                                  | Mördarens apa                                                  | Sverige                  |
| Mette Hegnhøj             | Mette Hegnhøj             | Ella er mit navn vil du købe det? Æske med løsblade og poetsne | Ella er mit navn vil du købe det? Æske med løsblade og poetsne | Danmark                  |
| Jesper Wung-Sung          | ¡                         | Ud med Knud                                                    | Ud med Knud                                                    | Danmark                  |
| Veikko Holmberg           | Sissel Horndal            | Durrebjørnen og skuterløypa                                    | Durrebjørnen og skuterløypa                                    | Det samiska språkområdet |
| Maria Turtschaninoff      | ¡                         | Maresi. Krönikor från Röda klostret                            | Maresi. Krönikor från Röda klostret                            | Finland                  |
| Marjatta Levanto          | Julia Vuori               | Leonardo från höger till vänster                               | Leonardo oikealta vasemmalle                                   | Finland                  |
| Elin á Rógvi              | Marjun Reginsdóttir       | Og mamma!                                                      | Og mamma!                                                      | Färöarna                 |
| Naja Rosing-Asvid         | Naja Rosing-Asvid         | Aqipi – til sommerfest                                         | Aqipi – til sommerfest                                         | Grönland                 |
| Þórarinn Leifsson         | ¡                         | Mannen som hatade barn                                         | Maðurinn sem hataði börn                                       | Island                   |
| Bergrún Íris Sævarsdóttir | Bergrún Íris Sævarsdóttir | Min vän vinden                                                 | Vinur minn, vindurinn                                          | Island                   |
| Geir Gulliksen            | Anna Fiske                | Joel og Io. En kjærlighetshistorie                             | Joel og Io. En kjærlighetshistorie                             | Norge                    |
| Simon Stranger            | ¡                         | De som ikke finnes                                             | De som ikke finnes                                             | Norge                    |
| Frida Nilsson             | ¡                         | Jagger, Jagger                                                 | Jagger, Jagger                                                 | Sverige                  |

### Film
Följande nominerades till Nordiska rådets filmpris:
| Svensk titel  | Ursprungstitel   | Regissör         | Manusförfattare                 | Producent                                            | Land    |
| ------------- | ---------------- | ---------------- | ------------------------------- | ---------------------------------------------------- | ------- |
| Fúsi          | Fúsi             | Dagur Kári       | Dagur Kári                      | Agnes Johansen och Baltasar Kormákur                 | Island  |
| Stilla hjärta | Stille hjerte    | Bille August     | Christian Torpe                 | Jesper Morthorst                                     | Danmark |
| De har flytt  | He ovat paenneet | J-P Valkeapää    | Pilvi Peltola och J-P Valkeapää | Aleksi Bardy                                         | Finland |
| Mot naturen   | Mot naturen      | Ole Giæver       | Ole Giæver                      | Maria Ekerhovd                                       | Norge   |
| Gentlemen     | Gentlemen        | Mikael Marcimain | Klas Östergren                  | Fredrik Heinig, Mattias Nohrborg och Johannes Åhlund | Sverige |

### Musik
Följande nominerades till Nordiska rådets musikpris:
| Namn                      | Beskrivning                    | Land     |
| ------------------------- | ------------------------------ | -------- |
| Svante Henryson           | Cellist, basist och kompositör | Sverige  |
| Michala Petri             | Blockflöjtspelare              | Danmark  |
| HVAD                      | Elektronisk musiker            | Danmark  |
| Kimmo Pohjonen            | Dragspel                       | Finland  |
| Apocalyptica              | Heavy metal-celloensemble      | Finland  |
| Hamferð                   | Doom metal-grupp               | Färöarna |
| Reykjavíks kammarorkester | Orkester                       | Island   |
| Elfa Rún Kristinsdóttir   | Violinist                      | Island   |
| Dans Les Arbres           | Kvartett                       | Norge    |
| Tora Augestad             | Mezzosopran                    | Norge    |
| Anne Sofie von Otter      | Mezzosopran                    | Sverige  |

### Natur och miljö
Följande nominerades till Nordiska rådets natur- och miljöpris:
| Namn                                      | Verksamhet                            | Land     |
| ----------------------------------------- | ------------------------------------- | -------- |
| Kraftbolaget SEV                          | Energibolag                           | Färöarna |
| Go more                                   | Samåkningstjänst                      | Danmark  |
| Den evangelisk-lutherska kyrkan i Finland | Religiöst samfund                     | Finland  |
| Piggy baggy                               | Leveranstjänst                        | Finland  |
| Carbon recycling international            | Bränsleframställare                   | Island   |
| Orkuveita Reykjavikur                     | Energibolag                           | Island   |
| Norgesgruppen                             | Samarbetsorgan inom dagligvaruhandeln | Norge    |
| Kafferosteriet Löfbergs                   | Kafferosteri                          | Sverige  |
| City bikes                                | Cykeltjänst                           | Sverige  |
| Uppsala klimatprotokoll                   | Nätverk för verksamhetsutveckling     | Sverige  |
| Sixten Sjöblom                            | Framställare av biodiesel             | Åland    |